# Pierre Mutz
Pierre Mutz, né le 15 novembre 1942 à Tournon-d'Agenais (Lot-et-Garonne), est un haut fonctionnaire français, préfet hors cadre, ancien préfet de police de Paris et ancien préfet de la région Île-de-France, préfet de Paris. 

## Biographie
Il est l'oncle du mathématicien français Cédric Villani.

### Formation initiale
C'est un Saint-cyrien de la promotion Bir-Hakeim (1961-1963) ayant choisi comme arme l'infanterie. Il est, en tant que capitaine, diplômé d'état-major. Il est notamment chargé de la direction des nageurs de combat de la Direction générale de la Sécurité extérieure (DGSE) d'Aspretto. Il est promu chef de bataillon d'infanterie en 1977. Il entame une carrière préfectorale en 1980.

### Préfet de l'Essonne
Il est nommé au cabinet de Philippe Massoni, préfet de police de Paris, avec pour mission de calmer les violences urbaines dans l'Essonne, un département marqué par des quartiers difficiles dans quelques villes et des relations tendues entre police et justice ne facilitant pas la lutte pour maintenir l’état de droit. Son discours est musclé lorsqu'il arrive mais il obtient des résultats en jouant de la répression et de la prévention. Ainsi le quartier des Tarterêts, longtemps considéré comme un des quartiers les plus chauds d'Île-de-France, voit la délinquance chuter. « C'est l'illustration d'un effort partagé par tous les acteurs. » déclare-t-il, « La démonstration que, si tout le monde s'y met, on peut arriver à un résultat dans les quartiers les plus difficiles. Aux Tarterêts, nous avons rétabli le dialogue. » Une fois par mois, des réunions rassemblent dans son bureau des adolescents venus des cités du département. « Il est intelligent, pas borné » dit un jeune ayant participé à une de ses réunions, « Quand quelque chose ne fonctionne pas dans la police, il arrive à le changer. C'est important : nous, on ne peut travailler sur les jeunes que si lui tient ses policiers ».

### Directeur général de la gendarmerie nationale et préfet de police de Paris
De 2002 à 2004, il est directeur général de la Gendarmerie nationale.
Il a été directeur de cabinet de trois précédents préfets de police, Jean Paolini, Pierre Verbrugghe puis Philippe Massoni, lorsque Jacques Chirac était maire de Paris. Il est nommé préfet de police de Paris, poste envié mais très sensible, lorsque Jacques Chirac est président de la République française. Par le périmètre de responsabilité, l'importance des effectifs, l'exposition médiatique et la proximité avec les politiques à la tête de l’État, ce poste est envié de tous les préfets. Cette nomination est interprétée à l'époque dans les milieux policiers et dans la presse comme une occasion pour Jacques Chirac de marquer sa différence avec son influent ministre de l’Économie, Nicolas Sarkozy, de limiter son influence et de garder en mains la police dans la capitale. L'entourage du ministre de l’Économie, avait indiqué dans la presse la nomination de son directeur de cabinet Claude Guéant sur le même poste de préfet de police de Paris,.
En 2005, il doit en particulier gérer la situation créée par la mort de deux jeunes dans les incidents de Clichy-sous-Bois le 27 octobre 2005, les violences urbaines qui s'ensuivent, point de départ des émeutes en banlieues puis l'année suivante l'enquête de l'inspection générale de la police sur le drame initial. En 2006, il est amené également à réagir contre l'hooliganisme au Paris Saint Germain,. En décembre de la même année, il interdit également des distributions de vivres jugées discriminatoires et opérées par un groupuscule d'extrême droite dans les arrondissements populaires de Paris. Son expérience et son habileté dans la gestion du maintien de l'ordre sont nécessaires pour éviter tout dérapage dans les fortes manifestations contre le contrat première embauche mis en avant par le gouvernement.
En 2005, la préfecture de police doit affronter les pires incendies qu'a connu la capitale depuis la Libération, qui font 52 morts en quelques mois dans les hôtels et meublés parisiens. L'incendie de l'hôtel Paris-Opéra se déclare un mois seulement après le passage de la commission de sécurité de la préfecture et trois semaines après celui d'une enquêtrice de la sécurité du public de la ville de Paris. Les victimes ont été placées dans l'établissement par le Samu social et l'aide sociale à l'enfance de la ville de Paris. La législation anti-incendie dans les hôtels est renforcée en 2006 mais les services de l'État ne sont pas convoqués devant le tribunal correctionnel lorsque le procès s'ouvre en novembre 2013.

## Carrière
- officier de l'armée active (1962-1980) ;
- sous-préfet, directeur du cabinet du préfet des Pyrénées-Atlantiques (1980) ;
- sous-préfet, directeur de cabinet du haut-commissaire de la République, chef du territoire de la Polynésie française (1982) ;
- sous-préfet, commissaire adjoint de la République de l'arrondissement de Sedan (1983) ;
- sous-préfet, chef de cabinet du préfet de police (1986) ;
- sous-directeur du personnel à la préfecture de police (1989) ;
- préfet, directeur du cabinet du préfet de police (1993) ;
- préfet de l'Essonne (1996-2000) ;
- préfet de la région Limousin, préfet de la Haute-Vienne (hors classe) (2000-2002) ;
- préfet hors cadre (hors classe), directeur général de la gendarmerie nationale (2002) ;
- préfet de police de Paris (6 décembre 2004) ;
- préfet de la Région Île-de-France, préfet de Paris (23 mai 2007) ;
- préfet hors cadre (9 octobre 2008)[16] ;
- le 1er décembre 2008, il devient conseiller spécial du président d'Eiffage[17] ;
- en 2011, il anime un groupe de travail pour l’association Paris-IdF Capitale Economique, sur la mobilité en région parisienne[18].

## Récompenses et distinctions

### Décorations
- Commandeur de la Légion d'honneur[19];
- Grand-croix de l'ordre national du Mérite (2017)[20] ;
- Chevalier de l'ordre des Palmes académiques ;
- Officier de l'ordre du Mérite agricole ;
- Chevalier de l'ordre des Arts et des Lettres ;
- Médaille de l'Aéronautique ;
- Médaille d'Outre-Mer ;
- Médaille de la Gendarmerie nationale ;
- Médaille de la Défense nationale, échelon bronze ;
- Médaille des services militaires volontaires, argent ;
- Médaille de la jeunesse, des sports et de l'engagement associatif, argent ;
- Médaille d'honneur de l'administration pénitentiaire, or[21] ;
- Médaille d'honneur de la Police nationale ;
- Commandeur de l'Ordre national de Côte d'Ivoire ;
- Commandeur de l'Ordre national du Lion du Sénégal.

### Articles de presse
- Jean-Loup Revirier, « Préfecture de Police », le magazine Le Point,‎ 9 septembre 1995 (lire en ligne).
- Olivier Bertrand, « «Pour nous, c'est l'insécurité totale». Chevènement est venu écouter les policiers d'une cité des Ulis (Essonne). », le journal Libération,‎ 8 septembre 1997 (lire en ligne).
- Olivier Bertrand, « La délinquance chute aux Tarterêts.La cité s'apaise. », le journal Libération,‎ 1er juillet 1999 (lire en ligne).
- Patricia Tourancheau, « Toulouse : la gendarmerie se défend », le journal Libération,‎ 1er juillet 2003 (lire en ligne).
- « Portrait de Pierre Mutz », le magazine Le Nouvel Observateur,‎ 3 novembre 2004 (lire en ligne).
- « Sarkozy se prend une stratégique baffe de Chirac », le journal Libération,‎ 3 novembre 2004 (lire en ligne).
- « Pierre Mutz », le journal Les Échos, no 19279,‎ 4 novembre 2004 (lire en ligne).
- « Pierre Mutz nouveau préfet de police de Paris », le magazine Le Nouvel Observateur,‎ 10 novembre 2004 (lire en ligne).
- « Le préfet et les radars », le magazine Le Point,‎ 5 janvier 2006 (lire en ligne).
- Eric Lecluyse, « Hooliganisme - Tribune fermée, le président du PSG attristé », le magazine L'Express,‎ 29 novembre 2006 (lire en ligne).
- David Revault d'Alonnes, « PSG-Toulouse: un match à retardement », le journal Libération,‎ 2 décembre 2006 (lire en ligne).
- Fabrice Tassel, « Clichy-sous-Bois: la police contre-attaque », le journal Libération,‎ 9 décembre 2006 (lire en ligne).
- Catherine Coroller, « Le Conseil d'Etat ne goûte pas la «soupe au cochon» », le journal Libération,‎ 6 janvier 2007 (lire en ligne).
- « Pierre Mutz », le journal Libération,‎ 27 mars 2007 (lire en ligne).
- Dominique Rizet, « Pierre Mutz : l'expérience d'un fin tacticien », le journal Le Figaro,‎ 15 octobre 2007 (lire en ligne).
- « Pierre Mutz nommé conseiller chez Eiffage », le magazine Challenges,‎ 1er décembre 2008 (lire en ligne).
- « Logement - Le groupe de travail Pierre Mutz réclame des “initiatives fortes” », le magazine La Gazette des communes,‎ 3 mars 2011 (lire en ligne).
- Jérôme Sage, « Huit ans après l'incendie meurtrier, le procès Paris-Opéra s'ouvre », Le Figaro,‎ 14 novembre 2013 (lire en ligne).
- « Trois ans de prison ferme pour la responsable de l'incendie au Paris-Opéra », le journal Libération,‎ 23 janvier 2014 (lire en ligne).